# Esferocobaltita
L'esferocobaltita és un mineral de la classe dels minerals carbonats i nitrats, i dins d'aquesta pertany a l'anomenat “grup de la calcita”. Va ser descoberta l'any 1877 en una mina a les Muntanyes Metal·líferes, a l'estat de Saxònia (Alemanya), sent nomenada així del grec sphaira -esfèric- i cobalt, en al·lusió al seu hàbit i composició.
Sinònims que han de ser evitats són esfaerocobaltita o cobaltocalcita.

## Característiques químiques
És un carbonat anhidre de cobalt. El grup de la calcita al qual pertany són minerals carbonats o nitrats amb cations relativament petits.
A més dels elements de la seva fórmula, sol portar com a impureses: calci, níquel, ferro i oxigen.

## Formació i jaciments
Apareix en vetes de minerals del cobalt i níquel alterades, sent un rar mineral accessori en jaciments hidrotermals.
Sol trobar-se associat a altres minerals com: roselita, eritrina, annabergita, calcita cobàltica o dolomita cobàltica.

## Usos
És una important mena dels elements cobalt.